# ضعف روان
ضعف روان (به انگلیسی: Psychasthenia، پسیکاستنی) یک سندرم در آسیب‌شناسی روانی است که شامل نوعی وسواس، اضطراب، کناره‌گیری، شک و تردید و درک نقص است.
وجه تمایز ضعف روان، از ضعف اعصاب عبارت است از عدم حالت تصمیم‌گیری و اراده کردن، دوراندیشی، اعتقاد، دقت و ناتوانی از درک احساس‌های متناسب با موقعیت موجود.
ضعف روان، نژندی توأم با تیرگی یا فشار نفسانی است.
و با اضطراب، ترس‌های بیمارگونه و وسوسه مشخص می‌شود.